# Pterunciola spinipes
Pterunciola spinipes is een vlokreeftensoort uit de familie van de Unciolidae. De wetenschappelijke naam van de soort is voor het eerst geldig gepubliceerd in 1977 door Just.